# Henri Victor Regnault
Henri Victor Regnault (21. července 1810, Cáchy – 19. ledna 1878, Auteuil) byl francouzský chemik, fyzik a fotograf známý pečlivým měřením tepelných vlastností plynů.

## Životopis
Narodil se v Cáchách v roce 1810, po smrti rodičů ve svých osmi letech se přestěhoval do Paříže. Tam do osmnácti pracoval pro čalounickou firmu. V roce 1830 nastoupil do společnosti École Polytechnique.
Regnault vynikal ve vznikajícím oboru organická chemie, syntetizoval několik chlorovaných uhlovodíků (např. vinylchlorid, polyvinylchlorid, dichlormethan) a byl jmenován profesorem chemie na univerzitě v Lyonu. V roce 1840 byl jmenován předsedou École Polytechnique a v roce 1841 se stal profesorem fyziky v Collège de France.
Začátkem roku 1843 začal sestavovat rozsáhlou číselnou tabulku o vlastnostech páry, kterou publikoval v roce 1847 a dostal za ni Rumfordovu medaili společnosti Royal Society of London. V roce 1851 byl zvolen členem Švédské královské akademie věd.
V Sèvres pokračoval v práci na výzkumu tepelných vlastností hmoty. Navrhl citlivé teploměry, vlhkoměry, výškoměry a kalorimetry, měřil měrné teplo mnoha látek a koeficient tepelné roztažnosti plynů.
Regnault byl také vášnivým amatérským fotografem. Představil použití pyrogalollové kyseliny jako vyvolávacího činidla a byl jedním z prvních fotografů, který používal papírové negativy. V roce 1854 založili v Paříži Henri Victor Regnault, Jean-Baptiste Louis Gros, Hippolyte Bayard, Alexandre Edmond Becquerel, Eugène Durieu, Gustave Le Gray a další fotografickou společnost Société française de photographie.
Je jednou ze 72 osobností, jejichž jméno je napsáno na Eiffelově věži v Paříži, jeho socha je jednou ze 146 soch umístěných na fasádě budovy Hôtel de ville de Paris.